# Barnards Galaxie
Barnards Galaxie (auch bekannt als NGC 6822 und IC 4895) ist eine irreguläre Zwerggalaxie mit einer Flächenausdehnung von 15,4' × 14,5' im Sternbild Schütze. Sie ist rund 1,6 Millionen Lichtjahre von unserer Milchstraße entfernt und hat einen Durchmesser von etwa 8.000 Lichtjahren.
Die Galaxie besitzt ca. 10 Millionen Sterne (Milchstraße: 400 Milliarden Sterne) und 150 Sternentstehungsgebiete, die im Bild rechts als violette „Blasen“ erkennbar sind. Die Galaxie ist Mitglied der Lokalen Gruppe.
Obwohl Barnards Galaxie zu den 50 hellsten Galaxien am Himmel zählt, ist sie wegen ihrer geringen Flächenhelligkeit und recht südlichen Position in Mitteleuropa nur schwer beobachtbar.
Der Name dieser Galaxie verweist auf Edward Emerson Barnard, der sie am 17. August 1884 als nebliges Objekt entdeckte.

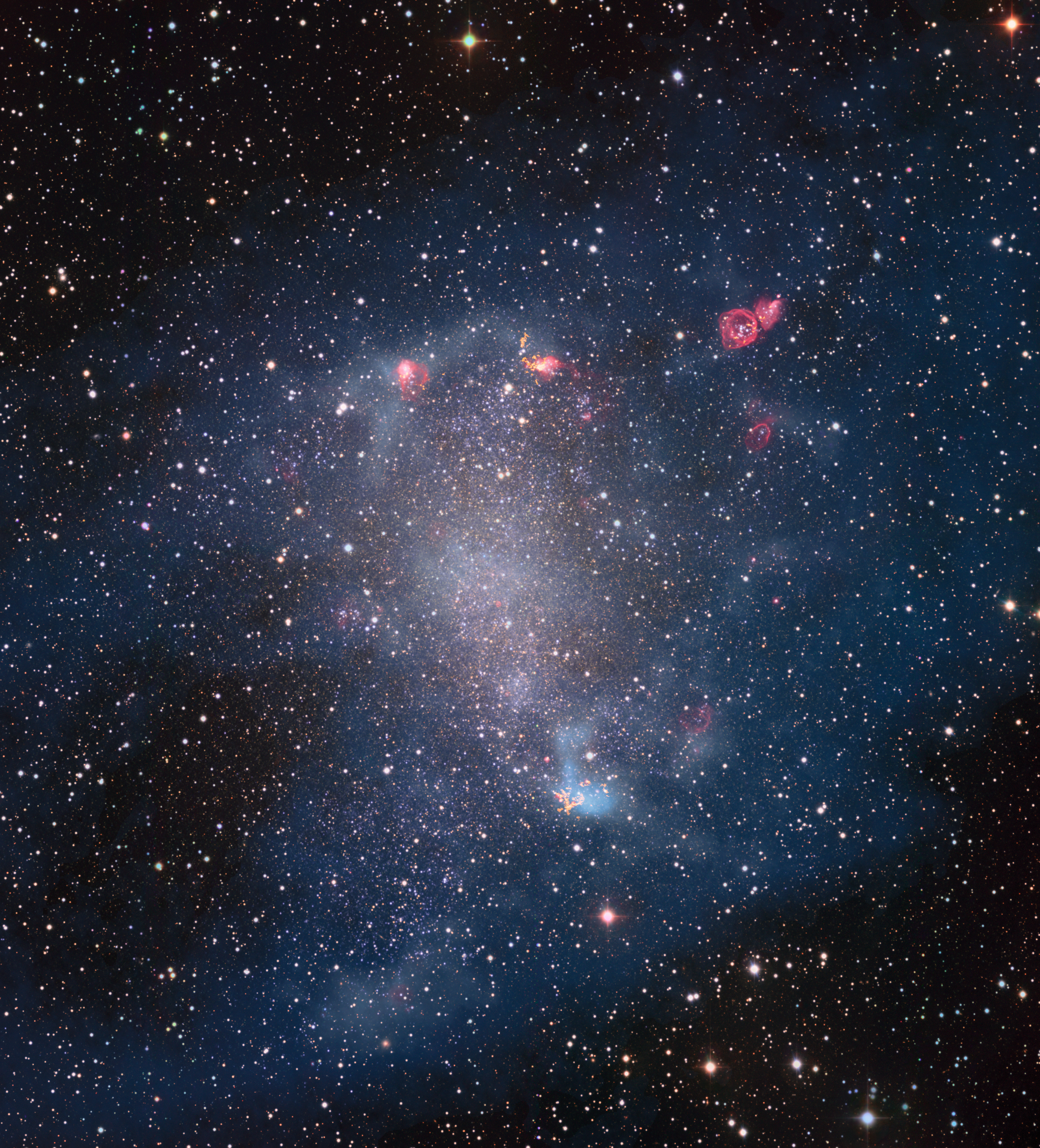
Überlagerte Aufnahmen • des Very Large Array, blau wiedergegeben: neutraler Wasserstoff, • des Atacama Large Millimeter/submillimeter Array, orange: CO • und des MPG/ESO-2,2-m-Teleskops, die die Galaxiestruktur zeigen
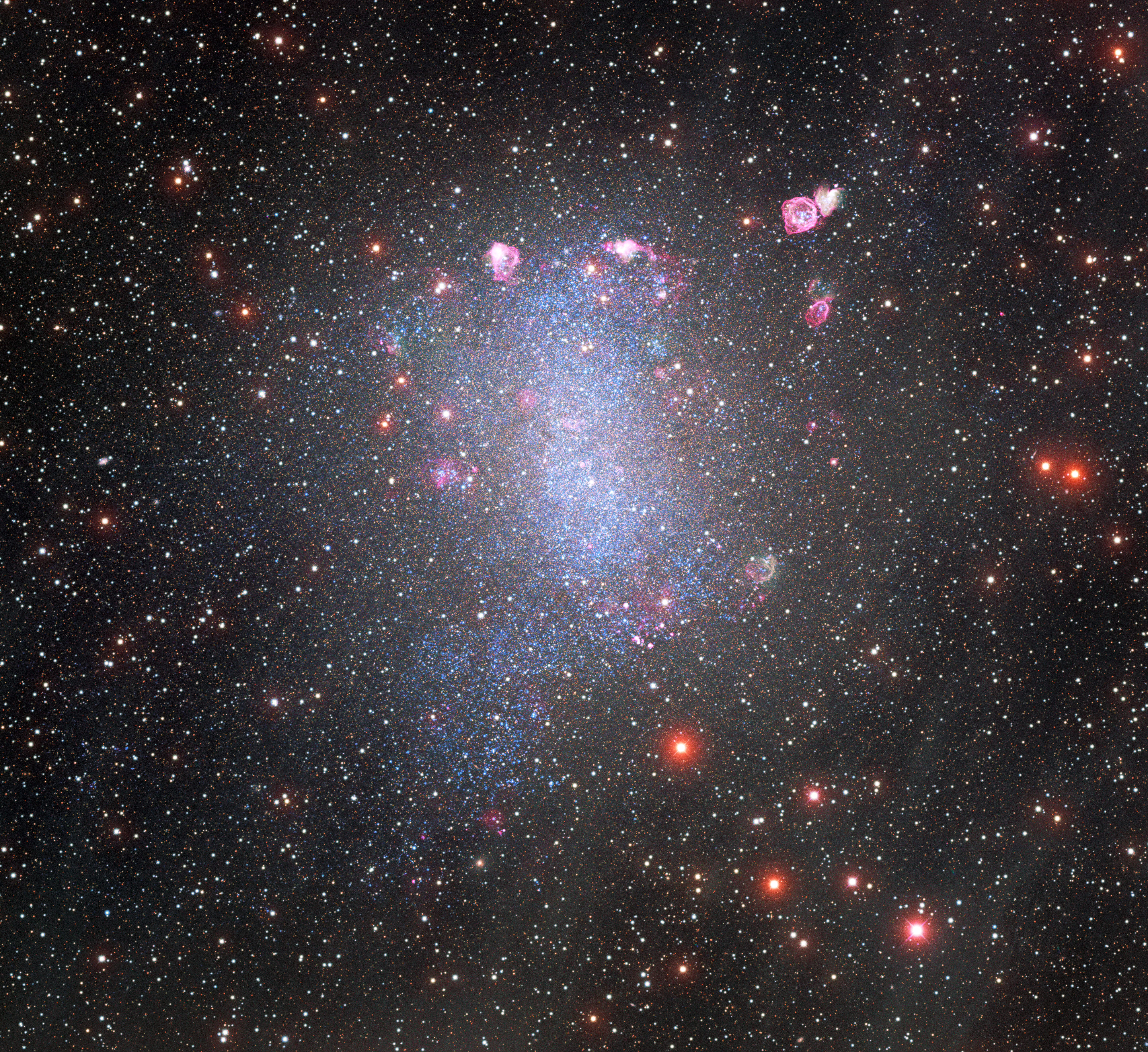
Aufnahme mithilfe des 4 Meter durchmessenden Víctor M. Blanco Telescope
Infrarotaufnahmen mithilfe des James-Webb-Weltraumteleskops